# Jean Galmiche
Pour les articles homonymes, voir Galmiche.
Jean Galmiche, né le 24 janvier 1910 à Saint-Étienne et mort le 29 janvier 2000, est un joueur de billard français. Il a été vice-champion du monde, champion d’Europe et quatorze fois champion de France.
La famille paternelle de Jean Galmiche, originaire de Belonchamp (Haute-Saône), s'est installée dans la région stéphanoise au milieu du XIXe siècle.

## Carrière sportive
Jean Galmiche a une longue carrière sportive, premier championnat du monde à seize ans, trois ans plus tard il décroche la place de vice-champion du monde de billard à Lausanne en Suisse. Il est décoré de la médaille d’or de la Jeunesse et des sports le 14 juillet 1979.
Jean Galmiche s'est fait remarquer par sa longévité au billard mais aussi dans son deuxième sport de compétition, sur les podiums tennistiques.
Tennis Magazine a organisé en janvier 1979 un tournoi exceptionnel opposant les détenteurs du record senior de l'époque : Paulette Viel âgée de 70 ans, classée 15/5, et Jean Galmiche âgé de 68 ans, classé 30.

## Palmarès

### Carrière nationale
Jean Galmiche est monté 37 fois sur les podiums lors de matchs de billard nationaux de 1932 à 1972.

### Carrière internationale
- Vice-champion du monde de billard partie libre en 1939 à Lausanne (Suisse)
- Bronze au championnat du monde pentathlon individuel en 1939 à Aix-la-Chapelle (Allemagne)
- Champion d'Europe cadre 47/2 en 1949 à Scheveningen (Pays-Bas)
- Vice-champion d'Europe parie libre en 1952 à Marseille (France)
- Bronze cadre 47/2 en 1953 à Alger (France)[5]
- Bronze cadre 71/2 en 1957 à Thionville France

### Comité directeur
Il est élu plusieurs fois au Comité directeur de la Fédération française de billard.

### Récapitulatif des compétitions au billard

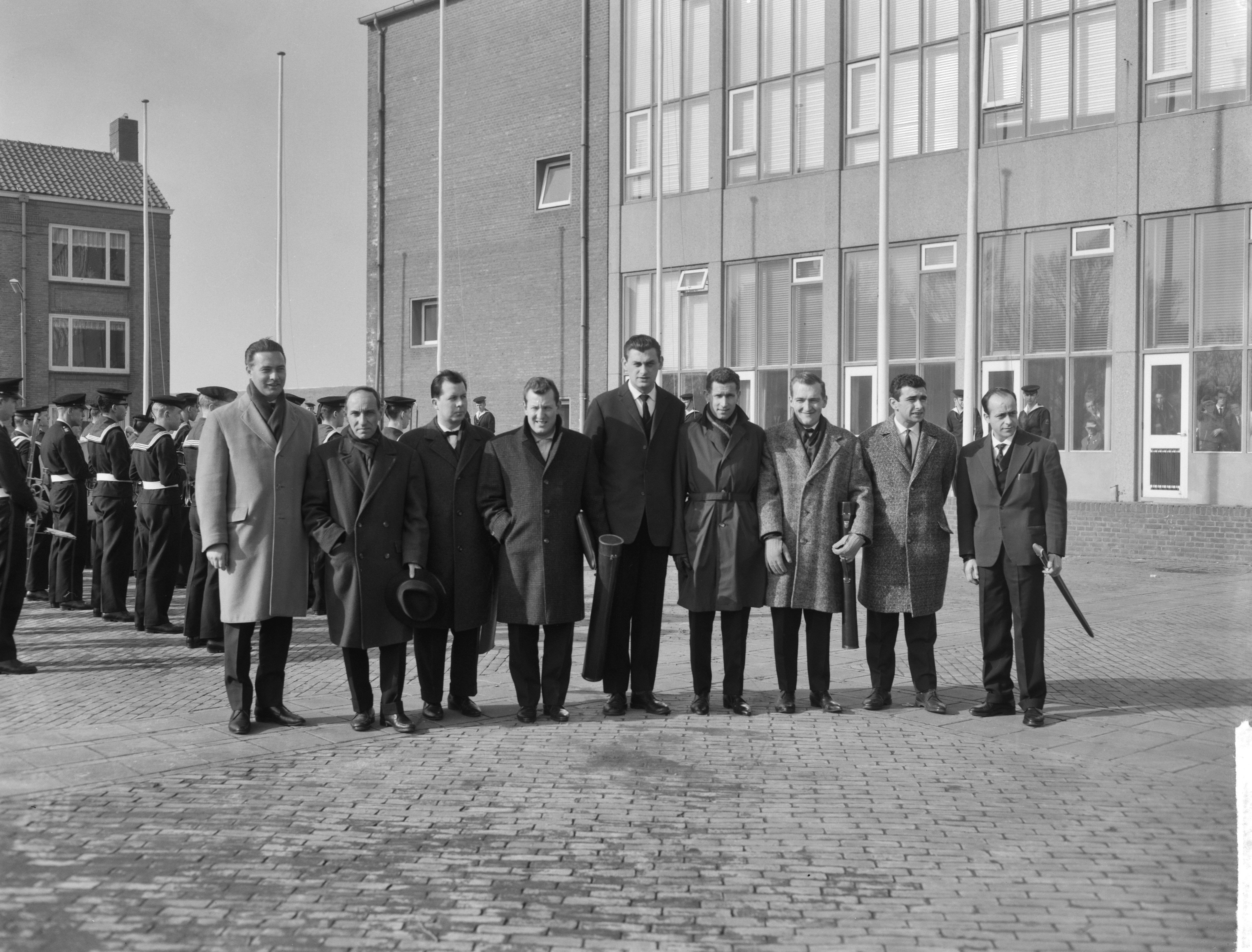
Championnat d'Europe Aker Kader 71/2, 27 février 1963 dans le Marinekantine à Le Helder (Pays-Bas) de gauche à droite : Burgener, Galmiche, Eiter, Ceulemans, Boulanger

Championnats du Monde
| Partie Libre | Saison    | Place | Lieu               | MG    | Cadre 47/2 | Saison    | Place | Lieu                     | MG    |
| ------------ | --------- | ----- | ------------------ | ----- | ---------- | --------- | ----- | ------------------------ | ----- |
|              | 1936/1937 | 4     | Berne (Suisse)     | 38,82 |            | 1938/1939 | 4     | Amsterdam (Pays-Bas)     | 17,45 |
|              | 1937/1938 | 6     | Marseille (France) | 19,09 |            | 1948/1949 | 6     | Amsterdam (Pays-Bas)     | 18,36 |
|              | 1948/1949 | 6     | Madrid (Espagne)   | 26,54 |            | 1950/1951 | 7     | Buenos Aires (Argentine) | 18,02 |

| Cadre 71/2 | saison    | Place | Lieu                    | MG   | Pentathlon | Saison    | Place | Lieu                    | MG |
| ---------- | --------- | ----- | ----------------------- | ---- | ---------- | --------- | ----- | ----------------------- | -- |
|            | 1936/1937 | 4     | Malo-les-Bains (France) | 9,78 |            | 1935/1936 | 5     | Malo-les-Bains (France) |    |
|            | 1938/1939 | 5     | Liège (Belgique)        | 8,16 |            |           |       |                         |    |

Championnats d'Europe
| Partie libre | saison    | place | Lieu                    | MG    | 47/2 | Saison    | Place | Lieu                   | MG    | Revue Fédérale |
| ------------ | --------- | ----- | ----------------------- | ----- | ---- | --------- | ----- | ---------------------- | ----- | -------------- |
|              | 1949/1950 | 7     | Vienne (Autriche)       | 35,75 |      | 1949/1950 | 6     | Saint-Etienne (france) | 18,61 |                |
|              | 1950/1951 | 5     | Luxembourg (Luxembourg) | 31,76 |      | 1950/1951 | 7     | Waalwijk (Pays-Bas)    | 15,16 |                |
|              | 1951/1953 | 5     | Saint-Etienne (France)  | 30,08 |      | 1952/1953 | 8     | Gröningen (Allemagne)  | 14,28 |                |
|              | 1953/1954 | 5     | Lisbonne (Portugal)     | 46,43 |      | 1955/1956 | 6     | La Haye (Pays-Bas)     | 16,77 |                |
|              | 1957/1958 | 6     | Berlin (Allemagne)      | 19,85 |      | 1967/1968 | 5     | Geel (Belgique)        | 30,10 | SB 79          |
|              |           |       |                         |       |      | 1968/1969 | 8     | Séville (Espagne)      | 15,56 | SB 86          |

| Cadre 47/1 | Saison    | Place | Lieu                    | MG    | Revue Fédérale | Cadre 71/2 | Saison    | Place | Lieu                 | MG    | Revue Fédérale |
| ---------- | --------- | ----- | ----------------------- | ----- | -------------- | ---------- | --------- | ----- | -------------------- | ----- | -------------- |
|            | 1947/1948 | 6     | Amsterdam (Pays-Bas)    | 13,48 |                |            | 1949/1950 | 5     | Liège (Belgique)     | 12,47 |                |
|            | 1952/1953 | 6     | Metz (France)           | 8,48  |                |            | 1952/1953 | 5     | Viersen (Allemagne)  | 11,02 |                |
|            | 1961/1962 | 4     | Nimègue (Pays-Bas)      | 12,19 | SB 26          |            | 1953/1954 | 6     | Bruxelles (Belgique) | 11,63 |                |
|            | 1963/1964 | 6     | Düren (Allemagne)       | 9,01  | SB 44          |            | 1954/1955 | 5     | Barcelone (Espagne)  | 8,23  |                |
|            | 1968/1969 | 7     | Maasheis (Pays-Bas)     | 13,15 | SB 92          |            | 1955/1956 | 8     | Liège (Belgique)     | 11,74 |                |
|            |           |       |                         |       |                |            | 1960/1961 | 8     | Thionville (France)  | 9,11  | SB 14          |
| Bande      | 1953/1954 | 9     | Saarbrücken (Allemagne) | 2,63  |                |            | 1962/1963 | 8     | La Haye (Pays-Bas)   | 9,58  | SB 33          |
|            |           |       |                         |       |                |            | 1963/1964 | 7     | Spa (Belgique)       | 11,57 | SB 44          |
|            |           |       |                         |       |                |            | 1964/1965 | 8     | Thionville (France)  | 11,94 | SB 51          |

Championnat de France
| Mode de jeu | Saison    | Place | Lieu             | MG    | Revue Fédérale |
| ----------- | --------- | ----- | ---------------- | ----- | -------------- |
| Libre       | 1932/1933 | 3     | Paris            |       |                |
|             | 1933/1934 | 3     |                  |       |                |
|             | 1935/1936 | 3     | Marseille        |       |                |
|             | 1936/1937 | 3     | Aix-en-Provence  |       |                |
|             | 1937/1938 | 2     | Saint-Etienne    |       |                |
|             | 1938/1939 | 1     | Aix-en-Provence  |       |                |
|             | 1958/1959 | 1     | Clermont-Ferrand | 55,55 | SB 1           |
|             | 1958/1959 | 2     | Perpignan        | 13,66 | SB 1           |
|             | 1959/1960 | 1     | Nantes           | 48,61 | SB 6           |
| 47/2        | 1959/1960 | 1     | Saint-Étienne    | 21    | SB 6           |
| 71/2        | 1959/1960 | 1     | Marseille        | 9,74  | SB 8&9         |
| Libre       | 1960/1961 | 2     | Nogent           | 37,79 | SB 16          |
| 47/2        | 1960/1961 | 1     | Nantes           | 15,23 | SB 12          |
| 71/2        | 1960/1961 | 2     | Saint-Etienne    | 12,32 | SB 13          |
| Libre       | 1961/1962 | 1     | Paris            |       |                |
| 47/2        | 1961/1962 | 2     | Lyon             | 18,29 | SB 21          |
| Libre       | 1962/1963 | 1     | Paris            | 32,90 |                |
| 47/2        | 1962/1963 | 2     | Metz             | 13,95 | SB 30          |
| 47/1        | 1962/1963 | 3     | Mâcon            | 8,28  | SB 35          |
| Libre       | 1963/1964 | 1     | Ablon            | 41,66 | SB 41          |
| 47/2        | 1963/1964 | 2     | Nantes           | 18,33 | SB 42          |
| 47/1        | 1963/1964 | 1     | Saint-Étienne    | 10,58 | SB 46          |
| 71/2        | 1963/1964 | 1     | Ablon            | 13,23 | SB 43          |
| 71/2        | 1964/1965 | 1     | Marseille        | 13,04 | SB 49&50       |
| Pentathlon  | 1964/1965 | 2     | Asnières         |       | SB 55          |
| Libre       | 1965/1966 | 2     | Tours            | 69,32 | SB 58          |
| 47/2        | 1965/1966 | 2     | Arras            | 27,03 | SB 62          |
| 47/1        | 1965/1966 | 2     | Paris            | 11,79 | SB 57          |
| 71/2        | 1965/1966 | 2     | Clermont-Ferrand | 14,84 | SB 59          |
| 47/2        | 1966/1967 | 3     | Perpignan        | 19,40 | SB 70          |
| Bande       | 1966/1967 | 3     | Paris            | 3,13  | SB 73          |
| 47/2        | 1967/1968 | 2     | Saint-Étienne    | 20,91 | SB 78          |
| 71/2        | 1967/1968 | 3     | Moyeuvre         | 12,88 | SB 80          |
| 47/1        | 1968/1969 | 1     | Nice             | 10,93 | SB 89          |
| 71/2        | 1968/1969 | 1     | Nantes           | 14,34 | SB 88          |
| 47/2        | 1969/1970 | 3     | Ablon            | 27,11 | SB 99          |
| 71/2        | 1971/1972 | 2     | Lyon             | 14,47 | SB 118&120     |

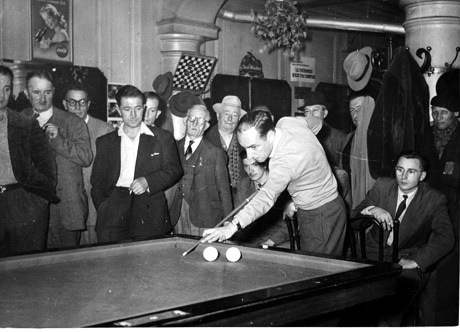
Compétition Billard
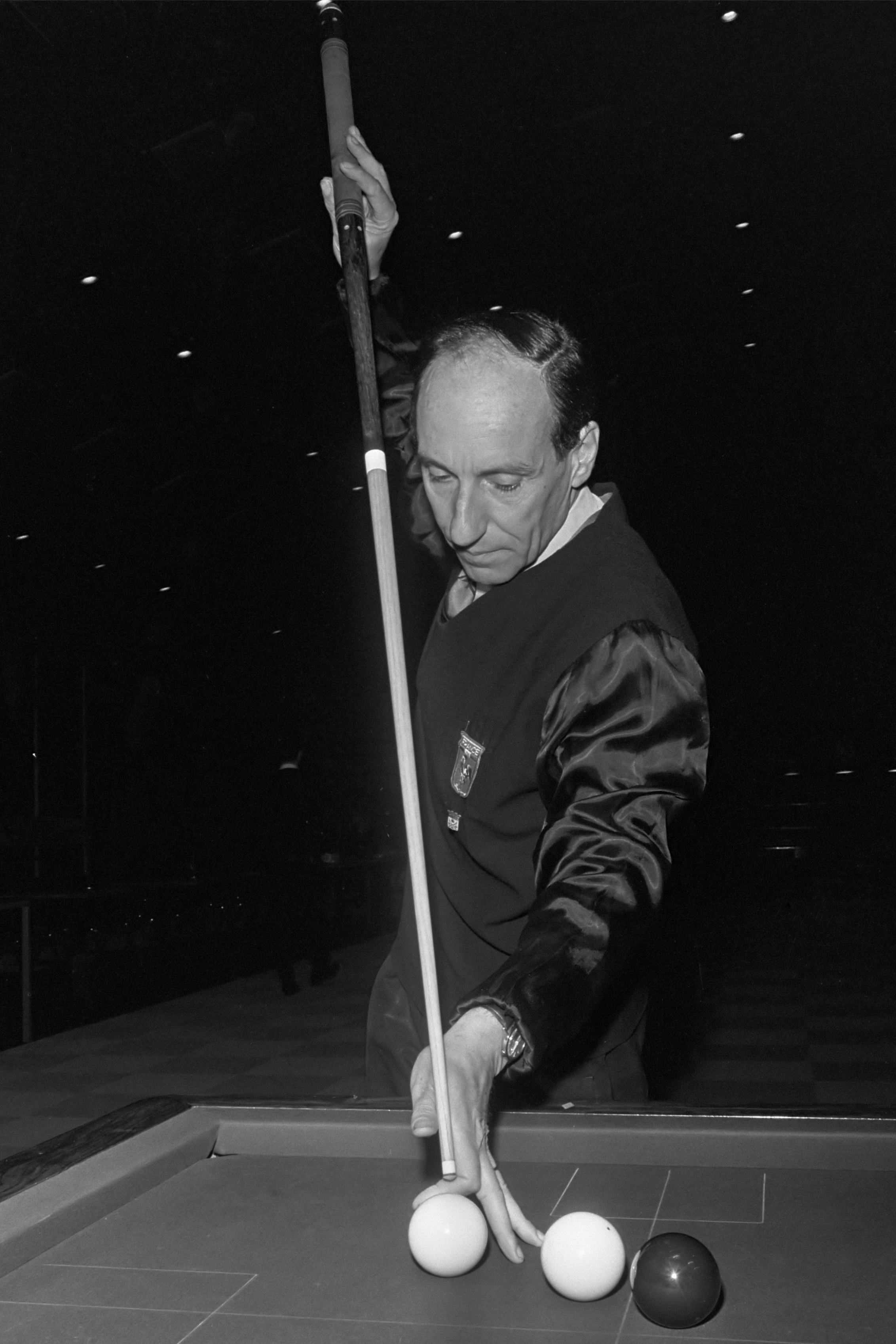
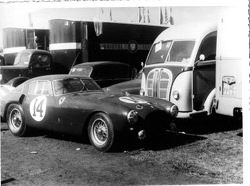
Rallye Haute-Loire
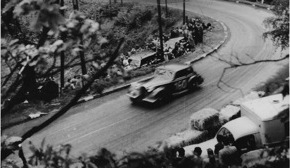
Sur Talbot
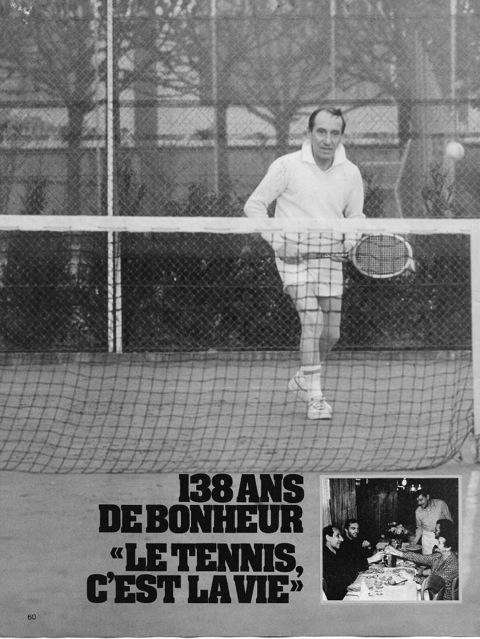
Double mixte